# Zengő tarlósáska
A zengő tarlósáska (Chorthippus biguttulus) a sáskafélék családjába tartozó, Eurázsiában honos sáskafaj.

## Megjelenése
A zengő tarlósáska testhossza a hím esetében 13-16 mm, a nőstény 16-21 mm. Kis, karcsú alkatú faj. Alapszíne változatos, leggyakrabban barna vagy szürke, néha - főleg esős években - zöld. Igen ritkán a fej és a torpajzs részei vörösesek-lilásak lehetnek. A hím potrohvége gyakran narancssárgás. A torpajzs világos vonallal hangsúlyozott élei közepesen erősen szögben befelé törnek. A hátsó térde barna, lábszára sárgás, narancssárgás vagy vörös. A hallónyílás résszerű, 3,6-6 x hosszabb mint amilyen széles). A szárnyak mindkét nem esetében elérik a térdet vagy 1-3 mm-rel túlhaladják azt. A szárny középmezejében szabálytalan sötét foltok lehetnek; a barnás szárnyakon jól látható a világos stigma. A nőstényeknél a szárny alsó szegélyét fehér csík díszítheti. A szárny erősen ívelt vége megkülönbözteti közeli rokonaitól. 
Éneke erős és jól felismerhető, egy gyorsan rázott csörgőre emlékeztet. 2-3 egyre erősödő strófából áll, az első strófa a leghosszabb (2-6 másodperc), a következők rövidebbek (kb. 2 mp.) és 1-2 mp-es szünetekkel követik egymást. Hasonlít az erdei bunkóscsápúsáska hangjára, de annál mélyebb és a pirregések valamivel rövidebbek.

### Hasonló fajok
A Ch. biguttulus-csoport tagja, nagyon hasonlít hozzá a közönséges tarlósáska és a halk tarlósáska, amelyektől szárnyarányai, de főleg a ciripelése alapján lehet megkülönböztetni. 

## Elterjedése
Eurázsiában honos a Pireneusoktól egészen a Bajkálig. Európában északon Dél-Skandináviáig hatol, a Brit-szigetekről hiányzik. Olaszországban az Alpoktól délre hiányzik, a Chorthippus eisentrauti váltja fel. Magyarországon az egyik leggyakoribb sáskafaj, mindenütt elterjedt, főleg a dombvidékeken. 

## Életmódja
Napos rétek, legelők, szántóföldek, erdőszélek, tisztások lakója, élőhelyét illetően nem különösebben válogatós. Főleg a nyílt, száraz-félszáraz gyepeket kedveli, a kertek nem nyírt füvében is előfordulhat.  
Kifejlett példányaival júniustól novemberig találkozhatunk. A nőstények száraz, vegetáció nélküli talajba rakják petéiket, amelyek egyszer (néha többször) áttelelnek. A lárvák május elején kelnek ki és 4 fejlődési stádiumon mennek át, mielőtt imágóvá válnának. 

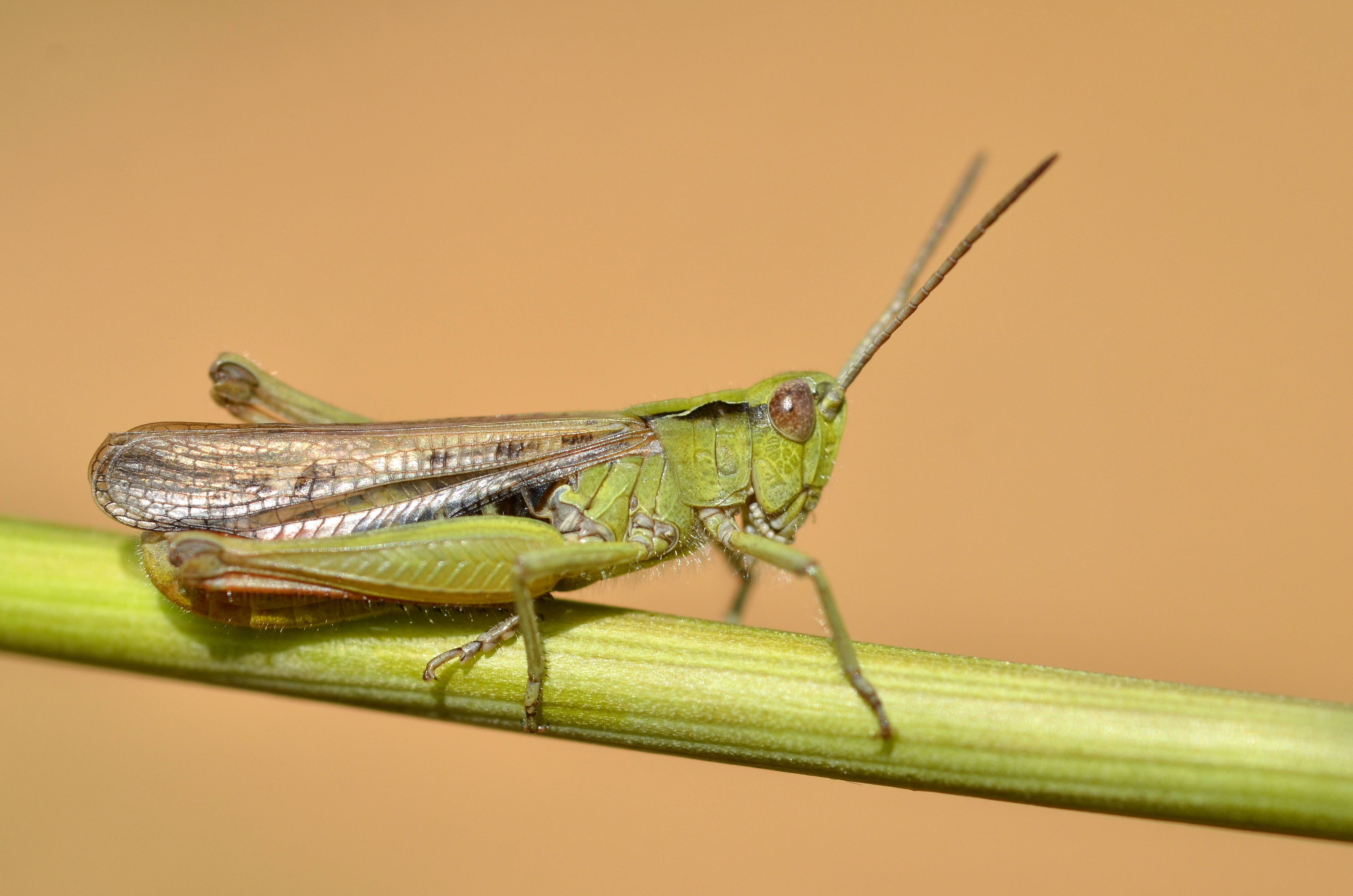
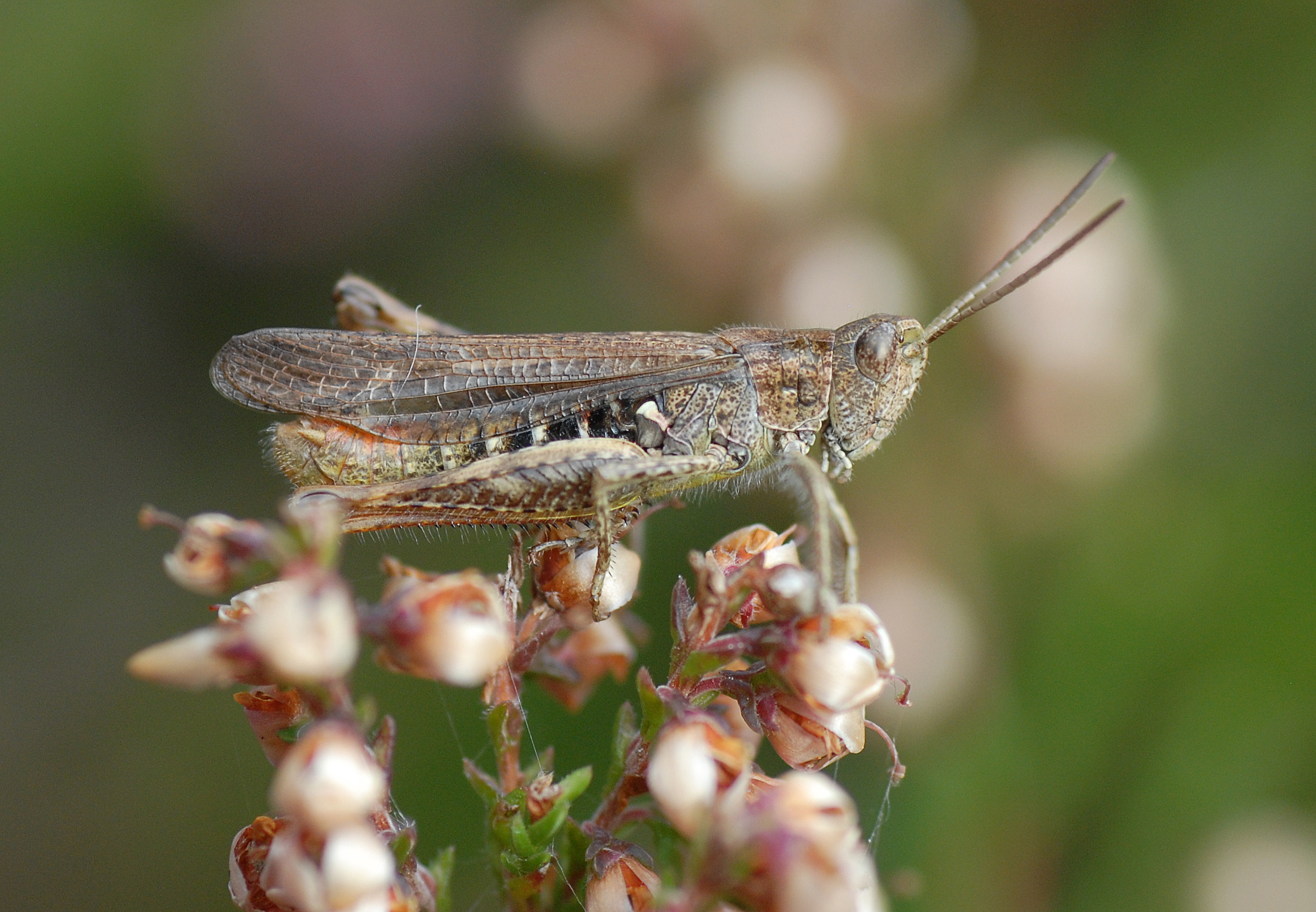
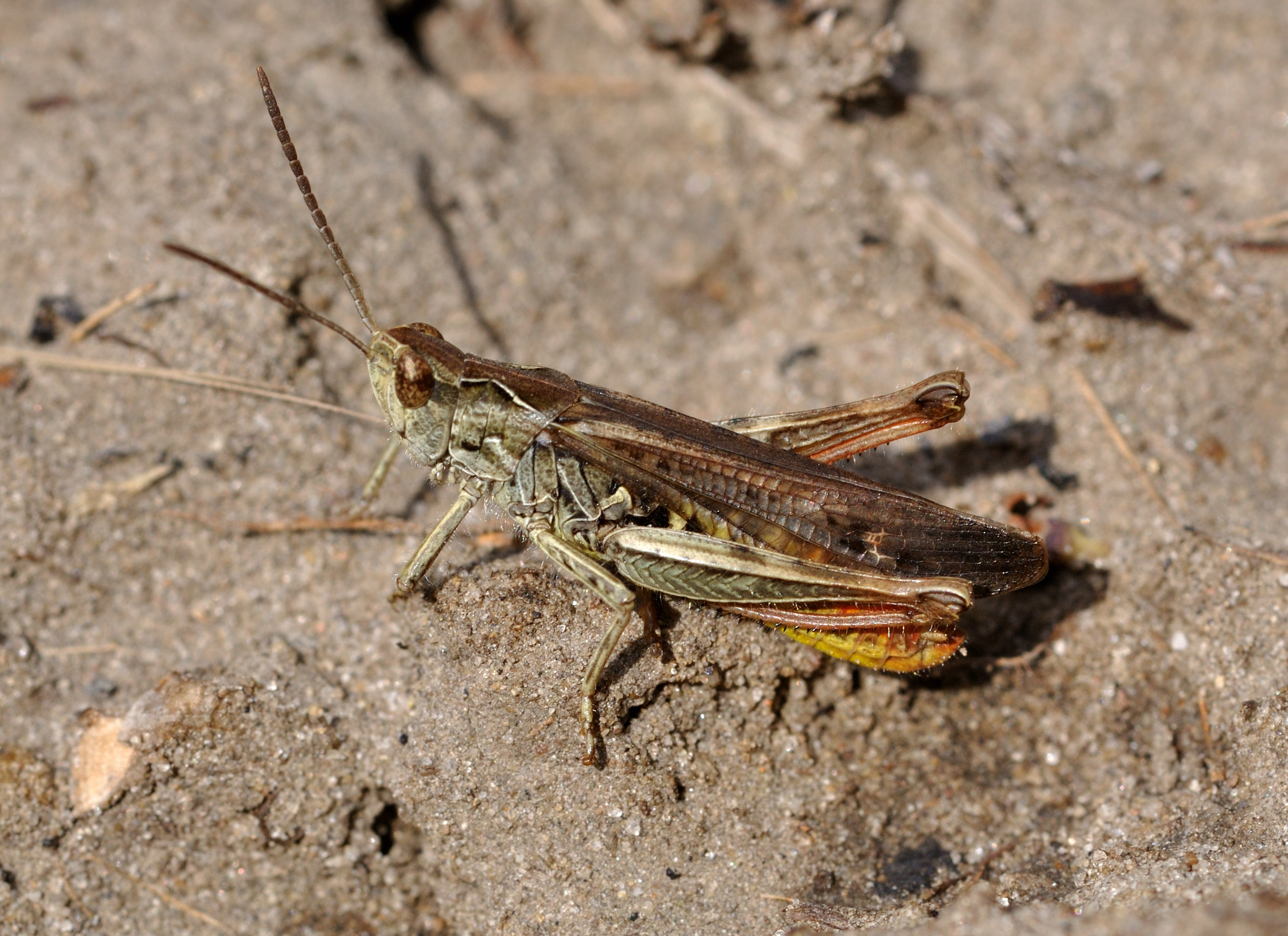
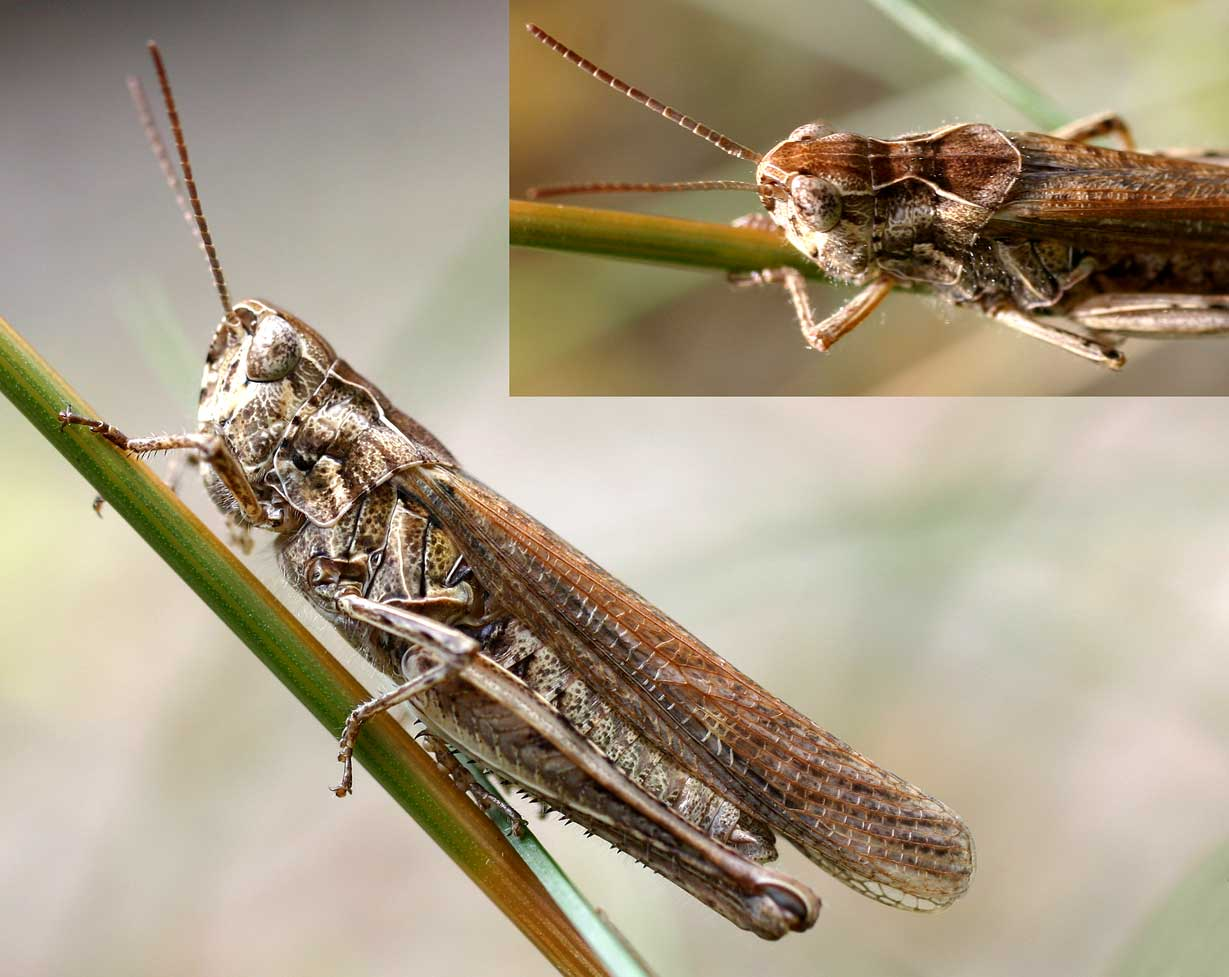
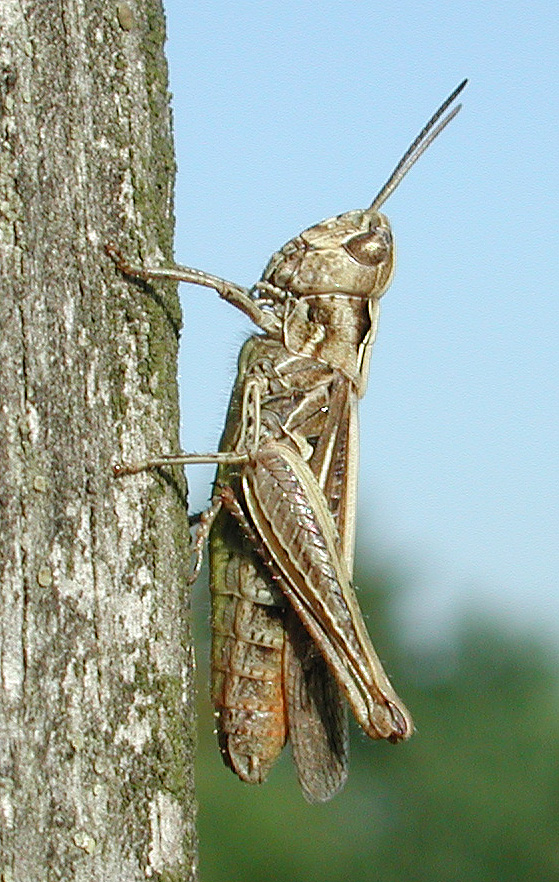

Magyarországon nem védett.